# Françoise Dürrová
Françoise Dürrová (* 25. prosince 1942, Alžír, Alžírsko) je bývalá francouzská tenistka.

## Kariéra
Jejím největším úspěchem bylo vítězství ve dvouhře na Roland Garros roku 1967 (byla na 33 let poslední francouzskou vítězkou). Ve Wimbledonu bylo jejím maximem semifinále (1970), stejně jako na US Open (1967). Jejím maximem na světovém singlovém žebříčku bylo 3. místo v roce 1967. Ještě větších úspěchů dosáhla v ženské čtyřhře, kde byla světovou jedničkou (1969), pětkrát vyhrála pařížský grandslam (1967, 1968, 1969, 1970, 1971) a dvakrát US Open (1969, 1972). Během pařížských triumfů byla třikrát její spoluhráčkou krajanka Gail Chanfreauová (1967, 1970, 1971) a dvakrát Britka Ann Haydonová-Jonesová (1968, 1969). Flushing Meadows dobyla v prvém případě po boku Američanky Darlene Hardové, ve druhém s Nizozemkou Betty Stöveovou. Ve Wimbledonu prohrála v ženské čtyřhře šest finálových zápasů (1965, 1968, 1970, 1972, 1973, 1975). V roce 1979 vyhrála ženskou čtyřhru na Turnaji mistryň, znovu s Betty Stöveovou. Nastupovala i do čtyřhry smíšené, třikrát triumfovala v Paříži (1968, 1971, 1973), jednou ve Wimbledonu (1976). Ke všem pařížským titulům v mixu jí pomohl krajan Jean-Claude Barclay, k wimbledonskému Australan Tony Roche. Reprezentovala Francii i ve Fed Cupu, připsala si zde 31 výher a 17 proher. V roce 2003 byla uvedena do Mezinárodní tenisové síně slávy.